# Urin
Urin (af latin: urea), normalt kaldet tis, som er en eufemisme for fællesgermansk pis er en farveløs til gul væske som består af affaldsstoffer fra kroppen opløst i vand. Det produceres i nyrerne for at rense blodet for affaldsstoffer som bl.a. nitrit og ammoniak, der opløst i vand transporteres fra nyrerne via urinlederne til blæren, hvor det ophobes, indtil vandladning finder sted.

## Vandladning
Normalt producerer et voksent, rask menneske 1-1½ liter urin i døgnet. Mængden af produceret urin reguleres efter overskuddet af væske i kroppen via hormonet ADH. Hvis væskeindtaget er for lille, eller hvis kroppen forbruger meget væske – f.eks. til at svede eller som følge af forskellige sygdomstilstande – vil urinmængden falde, og urinen blive mere koncentreret og få en mørkere farve og en kraftigere lugt. Tilsvarende vil produktionen af urin stige med øget væskeindtag, og urinen vil blive mindre koncentreret og mindre farvet, nogle gange endda helt farveløs. 
De fleste mærker trang til vandladning når blæren indeholder omkring 200-300 ml urin; denne trang kan imidlertid undertrykkes, så vandladning udskydes. Dette kan være praktisk i mange situationer, ikke mindst af sociale hensyn. Ikke desto mindre kan det være skadeligt at undertrykke vandladningen i længere perioder – det kan føre til større eller mindre grader af inkontinens eller urinretention. Med tiden kan udvikles en stor, slap blære, der ikke kan tømmes helt, og hvor den tilbageblevne residualurin kan give anledning til recidiverende blærebetændelser. Dette kaldes populært for "frisørblære", da det er et fag, hvor mange typisk holder sig gennem en hel arbejdsdag. Det er derfor vigtigt at tømme blæren regelmæssigt, ca. hver 3-4 time, for at opretholde blærens elasticitet. I værste tilfælde kan blæren sprænges; man har dog eksempler på mennesker, der er blevet indlagt med op til 15 liter urin stående i blæren.[kilde mangler]

## Urin og sygdomme
Generelt er det svært at diagnosticere alene ud fra observationer af urin eller urinprøver; ikke desto mindre kan man ofte få et vigtigt fingerpeg i retning af påvisning af en lang række tilstande eller symptomer ved at observere urinen. 

### Urinvejenes sygdomme
Flere sygdomme har relation til urinvejene: 
- Blærebetændelse; Bakterier i blæren. Kan som regel let behandles med antibiotika.
- Nyrebækkenbetændelse; Bakterier i nyrebækkenet. Er noget sværere at behandle.
- Urininkontinens; Utæthed for urin

### Urin som diagnostisk værktøj
Hvad enten man tager en urinprøve eller blot observerer urinen kan den hjælpe med at påvise flere tilstande: 
- Koncentreret urin tyder oftest på dehydrering, væskemangel. Dette kan let afhjælpes ved at øge væskeindtaget, enten ved at drikke mere eller, i sygehusregi, ved at give mere væske intravenøst. For lægen kan det være en nem indikator for, om man får tilstrækkelig væske til at dække sit nuværende væskebehov, hvilket for eksempel kan udnyttes af bjergvandrere, soldater på øvelse eller andre, der er udsat for fysiske anstrengelser eller varme omgivelser.
- Ketonstoffer i urinen kan være et tegn på sukkersyge; det kan dog også ses ved faste, uanset sukkersyge.
- Blodspor (rødfarvning, røde "streger" i urinen eller mikroskopiske spor af blod) kan indikere en større eller mindre blødning i urinvejene, lige fra nyre til urinrør. Disse kan f.eks. forårsages af nyresten.
- "Grumset" eller "plumret" urin er oftest et tegn på en urinvejsinfektion.
- Ildelugtende urin kan ligeledes indikere urinvejsinfektion.
- Polyuri, der er en markant øget vandladning, kan være symptom på f.eks. diabetes insipidus.
- Anuri, der betegner ophørt urinproduktion, indikerer svært nedsat nyrefunktion eller nyresvigt. Urinproduktion kan også nedsættes markant ved tarmsygdomme som for eksempel salmonella eller kolera, da store mængder væske udskilles via tarmene.[kilde mangler]
- Proteinstoffer i urinen kan være tegn på flere forskellige sygdomme, for eksempel præeklampsi hos gravide.[1]

### Andre faktorer til urinproblemer
Endelig kan flere tilstande eller sygdomme give problemer med urinen eller vandladningen: 
- Alderdom betyder, for mange, vandladningsproblemer. Vandladningstrangen kan nedsættes, hvorfor mange ældre ikke mærker en fyldt blære, ligesom gangbesvær kan gøre det svært at nå toilettet i tide.